# Meester van Jacobus IV van Schotland

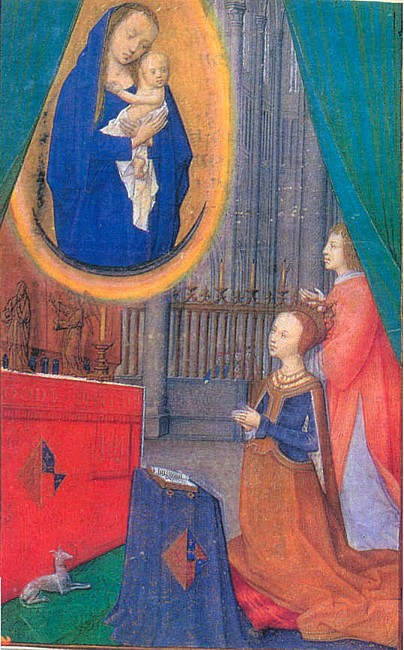
Meester van Jacobus IV van Schotland(?), Getijdenboek van Jacobus IV, Margaretha Tudor in gebed, Wenen, Österreichische Nationalbibliothek, codex 1897

De Meester van Jacobus IV van Schotland was een Vlaams miniaturist die actief was tussen ca. 1485 en 1530.  Zijn noodnaam is afkomstig van een getijdenboek dat hij zou verlucht hebben ter gelegenheid van het huwelijk van Jacobus IV van Schotland met Margaretha Tudor in 1503. Dat handschrift wordt vandaag bewaard in Wenen in de Österreichische Nationalbibliothek, als codex 1897. De Jacobusmeester was een van de grote miniaturisten van de periode tussen 1480 en 1530. Hij was onder meer betrokken bij de verluchting van het Breviarium van Isabella van Castilië, het Breviarium Mayer van den Bergh en het Breviarium-Grimani.

## Biografie
Over zijn levensloop is weinig te vertellen. Volgens Smeyers werkte hij in Gent of in Brugge.
Sommige kunsthistorici identificeren hem als Gerard Horenbout, anderen, waaronder Smeyers, zijn die mening niet toegedaan. Het enige werk van Horenbout dat via documenten aan hem kan worden toegeschreven, zijn de aanvullingen in de Sforza-getijden, nu bewaard in het British Museum als MS 34294. Vergelijking van dit werk met het corpus toegeschreven aan de Jacobusmeester laat volgens veel kunsthistorici geen assimilatie van de Jacobusmeester aan Gerard Horenbout toe. In Latere publicaties is T. Kren hierop teruggekomen en wordt deze meester vereenzelvigd met Gerad Horenbout. Ook ander recente onderzoekers identificeren Gerard Horenbout als de Jacobusmeester.

## Stijlkenmerken
De Jacobusmeester schilderde robuuste stevige figuren. Zijn kleurenpalet en kleurencombinaties waren origineel en soms gedurfd. Zijn werk is zeer herkenbaar aan de complexe ruimtelijke composities. In zijn later werk komt het Vlaamse illusionisme zeer sterk naar voren in zijn inventieve beeldopbouw en in de relaties tussen marge en miniatuur.

## Werken waaraan hij meewerkte
- Breviarium van Isabella van Castilië, ca.1480-1490, British Library, Ms. Add. 18851
- Getijden van Catharina van Portugal, Lissabon, Museu de arte Antiga, Ms. 13
- Holford getijden, Lissabon, Museu Calouste Gulbenkian Ms. La 210
- Getijdenboek van Johanna van Castilië, Londen, British Library Ms. Add. 35313
- Spinola getijden, Los Angeles, J. Paul Getty Museum, Ms. Ludwig IX.18
- Grimani Breviarium Venetië, Biblioteca Marciana, Ms. Lat.X167(7531)
- Breviarium Mayer van den Bergh, Antwerpen, Museum Mayer van den Bergh, inv. Nr. 946

## Weblinks
- Getty Museum
- Moleiro, afbeeldingen uit het breviarium van Isabella van Castilië
- Bladeren door de Spinola-getijden
- Sint Ursula en de 11.000 maagden